# ナターシャ・ラゴシーナ
ナターシャ・ラゴシーナ（Natascha Ragosina、女性、1976年4月5日 - ）はカザフスタン・カラガンダ出身のロシア国籍の元プロボクサーである。ドイツを拠点として活動していた。

## 来歴
キックボクサーとして4年間以上活動後、1999年にアマチュアボクシングに転向。ミドル級とウェルター級で欧州王者となる。
2004年7月17日、プロデビューをKOで飾る。
12月11日、後のWBCミドル級王者イボンヌ・レイズとのWIBFインターコンチネンタルスーパーミドル級王座決定戦でTKOを収め王座獲得。
2005年10月29日、Monica MwakasangaとのWIBFスーパーミドル級王座決定戦をKOで制し初の世界タイトル獲得。
2006年4月15日、GBU女子王座獲得。
2007年2月17日、WBA女子初代スーパーミドル級王座を獲得。
9月8日、レイラ・アリが返上し空位となったWIBA王座を獲得。
12月15日、同じくWBC女子王座を獲得。
2008年3月15日、IWBF、WIBC王座獲得。スーパーミドル級7冠達成。
2009年7月3日、ドイツでローラ・ラムジーを判定で退け防衛成功。
12月19日、ヘビー級に上げて母国・ロシアでパメラ・ロンドンとWIBF王座を争い、8RKOで退け2階級制覇を達成した。この試合は約30kgもの体重差があった(ラゴシーナ172ポンド、ロンドン237ポンド)。
この試合を最後に引退。
シングルマザーである。

## 戦績
- プロ：22戦22勝(13KO)

## 獲得タイトル
- WIBFインターコンチネンタルスーパーミドル級
- WIBF世界スーパーミドル級
- GBU女子世界スーパーミドル級
- WBA女子世界スーパーミドル級
- WIBA世界スーパーミドル級
- WBC女子世界スーパーミドル級
- IWBF世界スーパーミドル級
- WIBC世界スーパーミドル級
- WIBF世界ヘビー級